# Xerophyta
Xerophyta, biljni rod smješten u vlastitu potporodicu Xerophytoideae, dio porodice velocijevki (Velloziaceae). Sastoji se od pedesetak vrsta iz Afrike, Madagaskara i Arapskog poluotoka
Rod je opisan u Genera Plantarum 50. 1789.

## Vrste
1. Xerophyta acuminata (Baker) N.L.Menezes
2. Xerophyta adendorffii Behnke
3. Xerophyta andringitrensis (H.Perrier) Phillipson & Lowry
4. Xerophyta arabica (Baker) N.L.Menezes
5. Xerophyta argentea (Wild) L.B.Sm. & Ayensu
6. Xerophyta brevifolia (H.Perrier) Phillipson & Lowry
7. Xerophyta capillaris Baker
8. Xerophyta cauliflora Behnke
9. Xerophyta concolor L.B.Sm.
10. Xerophyta connata McPherson & van der Werff
11. Xerophyta dasylirioides Baker
12. Xerophyta demeesmaekeriana P.A.Duvign. & Dewit
13. Xerophyta eglandulosa H.Perrier
14. Xerophyta elegans (Balf.) Baker
15. Xerophyta equisetoides Baker
16. Xerophyta eylesii (Greves) N.L.Menezes
17. Xerophyta glabra Behnke
18. Xerophyta glutinosa Behnke
19. Xerophyta goetzei (Harms) L.B.Sm. & Ayensu
20. Xerophyta hereroensis (Schinz) N.L.Menezes
21. Xerophyta hirtiflora Behnke & E.Hummel
22. Xerophyta humilis (Baker) T.Durand & Schinz
23. Xerophyta junodii Behnke
24. Xerophyta kirkii (Hemsl.) L.B.Sm. & Ayensu
25. Xerophyta longicaulis Hilliard
26. Xerophyta monroi (Greves) N.L.Menezes
27. Xerophyta naegelsbachii (Dinter ex Friedr.-Holzh.) Behnke
28. Xerophyta nutans L.B.Sm. & Ayensu
29. Xerophyta pauciramosa (L.B.Sm. & Ayensu) Behnke
30. Xerophyta pectinata Baker
31. Xerophyta pinifolia Lam. ex Poir.
32. Xerophyta pseudopinifolia Behnke
33. Xerophyta purpurascens Behnke
34. Xerophyta rehmannii Behnke
35. Xerophyta retinervis Baker
36. Xerophyta rippsteinii L.B.Sm., J.-P.Lebrun & Stork
37. Xerophyta rosea (Baker) N.L.Menezes
38. Xerophyta scabrida (Pax) T.Durand & Schinz
39. Xerophyta schlechteri (Baker) N.L.Menezes
40. Xerophyta schnizleinia (Hochst.) Baker
41. Xerophyta seinei Behnke, K.Kramer & E.Hummel
42. Xerophyta sessiliflora Baker
43. Xerophyta simulans L.B.Sm. & Ayensu
44. Xerophyta spekei Baker
45. Xerophyta splendens (Rendle) N.L.Menezes
46. Xerophyta squarrosa Baker
47. Xerophyta stenophylla Baker
48. Xerophyta suaveolens (Greves) N.L.Menezes
49. Xerophyta tanzaniana Behnke
50. Xerophyta trichophylla (Baker) N.L.Menezes
51. Xerophyta tulearensis (H.Perrier) Phillipson & Lowry
52. Xerophyta vallispongolana J.E.Burrows, S.M.Burrows & Behnke
53. Xerophyta velutina Baker
54. Xerophyta villosa (Baker) L.B.Sm. & Ayensu
55. Xerophyta viscosa Baker
56. Xerophyta wentzeliana (Harms) Sölch
57. Xerophyta zimbabwensis Behnke & E.Hummel